# Miltochrista flavicollis
Miltochrista flavicollis là một loài bướm đêm thuộc phân họ Arctiinae, họ Erebidae.